# Укита Хидэиэ
Укита Хидэиэ (宇喜多 秀家?, 1573 — 17 декабря 1655) — японский даймё периодов Адзути-Момяма и Эдо, правитель провинций Бидзэн и Мимасака (современная префектура Окаяма).

## Биография

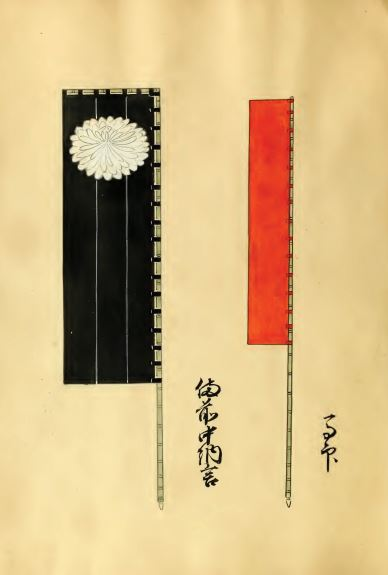
боевой штандарт

Сын даймё Укиты Наоиэ (1529—1582), правителя провинции Биттю. Его отец перешел на сторону Оды Нобунаги и Тоётоми Хидэёси. В 1582 году после смерти своего отца Укита Хидэиэ стал главой рода Укита. Хидэиэ был воспитан Тоётоми Хидэёси, которому он затем верно служил. Когда Хидэиэ был ещё молод, его дядя Укита Тадэиэ выступал в качестве лидера дружины клана Укита в составе армии Тоётоми Хидэёси во время осады замка Такамацу в 1582 году. В июне 1582 года Ода Нобунага был убит, но осада замка продолжалась до тех пор, пока он не капитулировал через два дня. После сдачи замка Тоётоми Хидэёси поспешил в Киото, оставив Хидэиэ правителем провинций Бидзэн, Мимасака и Биттю. Укита Хидэиэ было поручено наблюдать на западе за действиями даймё Мори Тэрумото.
В 1586 году Укита Хидэиэ женился на Го, дочери Маэды Тосииэ, которую удочерил Тоётоми Хидэёси.
Укита Хидэиэ участвовал в военных кампаниях Тоётоми Хидэёси против Сикоку (1585), Кюсю (1586) и осаде Одавара (1590). Во время первого вторжения в Корею Укита Хидэиэ был назначен Тоётоми Хидэёси главнокомандующим экспедиционного корпуса. В 1598 году после смерти Тоётоми Хидэёси он вошел в опекунский совет («готайро»), созданный для управления государством до совершеннолетия Тоётоми Хидэёри, малолетнего сына и наследника Хидэёси.
В 1600 году Укита Хидэиэ встал на сторону Исиды Мицунари в его противостоянии с Токугавой Иэясу. Он принимал участие в нападении на замок Фусими и был среди тех, кто потерпел поражение в битве при Сэкигахара. Во время битвы командовал большим отрядом из 17 тыс. воинов. После поражения Укита Хидэиэ бежал в княжество Сацуму. Он был схвачен и вместе с двумя сыновьями сослан на отдаленный остров Хатидзёдзима. Его замок Окаяма и владения рода Укита были переданы перебежчику Кобаякаве Хидэаки, сыгравшему решающую роль в победе при Сэкигахара.
Жена Укиты Хидэиэ добилась разрешения на передачу подарков ссыльным мужу и сыновьям (рис, саке и одежда). После смерти Токугава Иэясу новый сёгун предложил Хидэиэ помилование, но он не принял его и остался на острове, куда был сослан. Там он и скончался в преклонном возрасте.
Потомки сыновей Укиты Хидэиэ вернулись в Японию и получили полное прощение в конце сёгуната Токугава.